# O Lançamento Mundial do IPv6 e Dia Mundial IPv6
O Lançamento Mundial do IPv6 foi um teste técnico publicado em 2011 e promovido e organizado pela Internet Society  e vários grandes provedores de conteúdo para testar e promover a implantação do IPv6 para o público mundial. Após o dia do teste de 2011, a Internet Society realizou um Dia Mundial IPv6 no lançamento em 06 de junho de 2012 que, em vez de testes, planejado para trazer IPv6 em implantação permanente para os servidores participantes.